# Poltergeist – Kopogó szellem (film, 2015)
A Poltergeist – Kopogó szellem (eredeti címén: Poltergeist) egy amerikai horrorfilm, amely a Steven Spielberg ötletén alapuló 1982-es Poltergeist – Kopogó szellem című film 2015-ben bemutatott remake-je. A film 3D-ben is bemutatásra került. Producere Sam Raimi, rendezője Gil Kenan. A főbb szerepekben Sam Rockwell, Rosemarie DeWitt, Jared Harris és Jane Adams látható. A filmet a Metro-Goldwyn-Mayer készítette és a 20th Century Fox forgalmazza.
Amerikában 2015. május 22-én, Magyarországon május 28-án mutatták be.

## Cselekmény
A film egy öttagú családról szól, akik hamarosan beköltöznek egy új házba, ami történetesen egy temetőre épült, és az ott lakozó gonosz lelkek lassan elkezdik ostromolni az új lakóit. Kezdetben a két legkisebb gyerek, Griffin és Madison kezd furcsa hangokat és ijesztő dolgokat látni, ám hamar elragadják a kislányt, mivel neki tiszta a lelke; az lenne a feladata, hogy a holtakat a fény felé vezesse. Madison a szekrényében tűnik el és a televízióból hallatszik a hangja. Majd a családfő Eric a feleségével egy parajelenségekre szakosodott szellemvadászhoz fordul, megpróbálják megmenteni a kislányt és visszahozni őt a túlvilágból.

## Szereposztás
| Szerep            | Színész          | Magyar hangja (1. szinkron, 2015) |
| ----------------- | ---------------- | --------------------------------- |
| Eric Bowen        | Sam Rockwell     | Rajkai Zoltán                     |
| Amy Bowen         | Rosemarie DeWitt | Pálfi Kata                        |
| Kendra Bowen      | Saxon Sharbino   | Nagy Blanka                       |
| Griffin Bowen     | Kyle Catlett     | Straub Martin                     |
| Madison Bowen     | Kennedi Clements | Szűcs Anna Viola                  |
| Carrigan Burke    | Jared Harris     | Törköly Levente                   |
| Dr. Claire Powell | Jane Adams       | Bertalan Ágnes                    |
| Sophie            | Susan Heyward    | Kis-Kovács Luca                   |
| Boyd              | Nicholas Braun   | Szatory Dávid                     |
| Lauren            | Soma Bhatia      | Csépai Eszter                     |

További magyar hangok: Bartsch Kata, Szórádi Erika, Tarján Péter, Nyakó Júlia, Fehérváry Márton, Fehér Péter, Czifra Krisztina, Varga Anikó